# Орден Вюртемберзької корони
Орден Вюртемберзької корони (нім. Orden der Württembergischen Krone) — династичний орден герцогів, а потім і королів Вюртемберга.

## Передісторія
У 1702 році герцогом Вюртемберзьким Еберхардом Людвігом був заснований «Мисливський орден св. Губерта». Після значного розширення території Вюртемберга і прийняття Фрідріхом I королівського титулу орден отримав новий статут і 6 березня 1807 року його перейменовано в  «Лицарський орден Золотого орла» (Ritterorden des Goldenen Adlers). Для прийняття в орден було необхідним дворянське походження, або ж чин не нижче фельдмаршал-лейтенанта. В додаток до цього ордену у листопаді 1806 року король Фрідріх І створює «Орден за цивільні заслуги», яким нагороджувалися чиновники, які мали особливі діяння. 

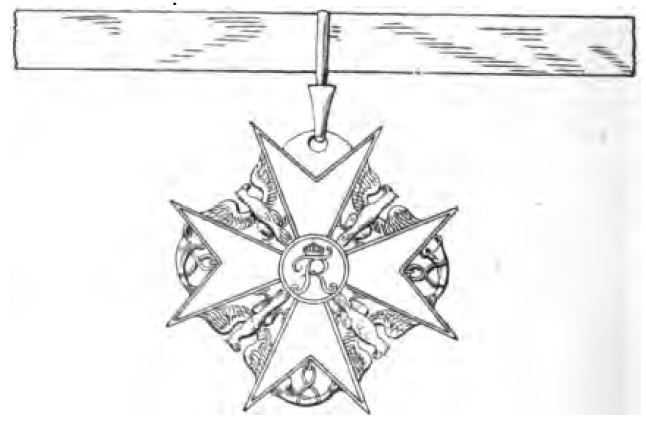
Знак ордену Золотого орла.
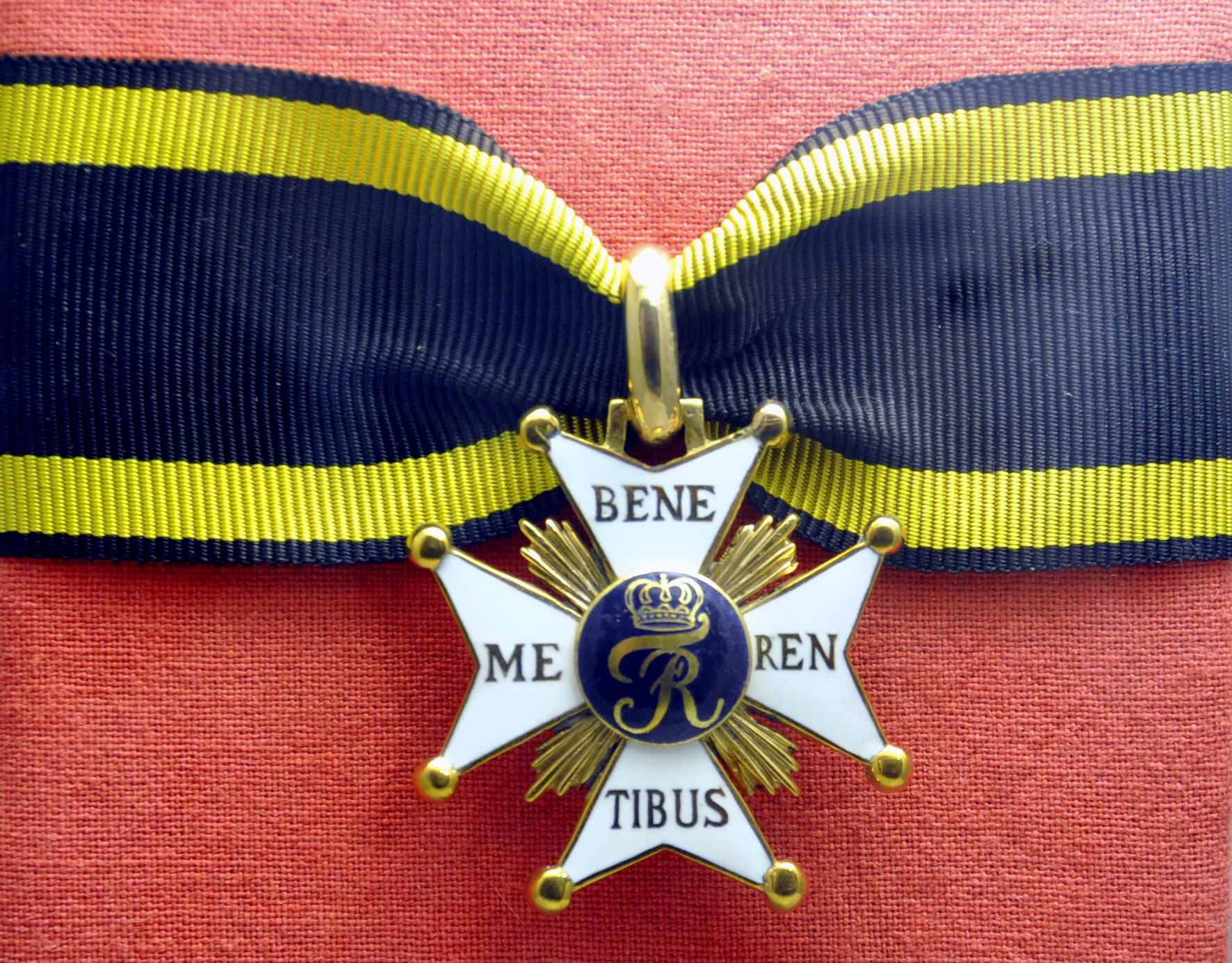
Знак ордену Цивільних заслуг.

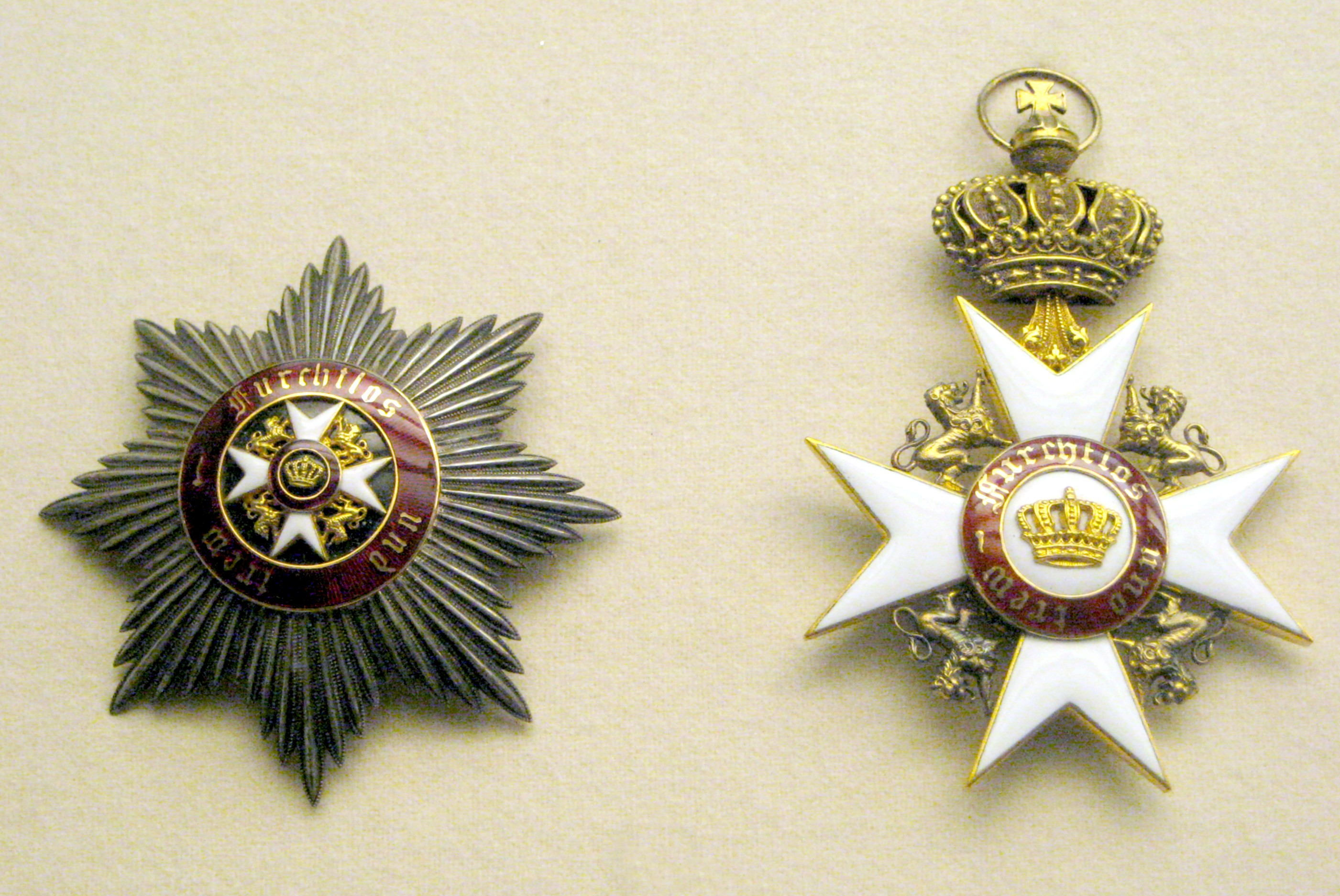
Зірка і знак Великого хреста

## Історія і ступені
23 вересня 1818 року обидва ордени — Золотого орла і Цивільних заслуг, були об'єднані вюртемберзьким королем Вільгельмом I. Орден спочатку містив 3 ступені:
- Великий хрест
- Командор
- Лицар

Кількість нагороджених обмеженою не була. До 1913 року нагороджувані вюртембержці одночасно отримували особисте дворянство й до свого прізвища префікс «лицар фон …».
У вересні 1870 року ступінь «лицар» була розділена на 2 класи. Пізніше ті, хто заслужив нагороду за військові діяння, отримували орденський знак, прикрашений двома схрещеними золотими мечами. У 1892 орденський статут було знову змінено. Орден розділили на наступні ступені:
- Великий хрест для монархів
- Великий хрест
- Командор (комтур) із зіркою
- Командор (комтур)
- Почесний хрест
- Лицарський хрест
- Золота медаль за заслуги
- Срібна медаль за заслуги (до 1892 року).

Сини короля Вюртемберга нагороджувались орденом Вюртемберзької корони у 7 років, інші принци Вюртемберзького дому — у 14 років.
У 1871 році у вигляді особливої честі орденом Великого хреста  в діамантах був нагороджений рейхсканцлер Отто фон Бісмарк.

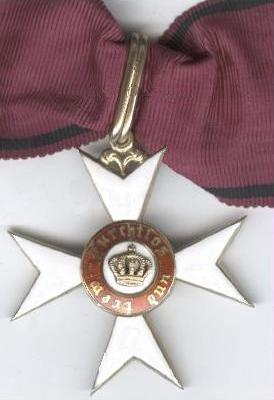
Знак командора

## Знаки ордену
Знак ордена Вюртемберзької корони являє собою золотий мальтійський хрест білої емалі. На знаках Великого хреста і командорів у кутах хреста розташовані золоті вюртембургські леви. На Лицарському хресті леви могли бути додані як вказівки на особливі заслуги нагородженого. У центрі хреста — круглий медальйон білої емалі з широким обідком червоної емалі. У центрі медальйону золота королівська корона. На обідку написаний золотом девіз  Вюртемберга «Furchtlos und trew» готичним шрифтом. На зворотному боці хреста в центрі такий же медальйон, у центрі якого монограма короля Фрідріха I. Хрест підвішений до золотої королівської корони, яка через кільце кріпиться до орденської стрічки.
З 1866 року до знаків ордену за військові заслуги додавалися схрещені золоті мечі. З 1890 року при отриманні більш високого ступеня без мечів, мечі з молодшого ступеня переносилися на старшу.
Зірка Великого хреста — восьмикінцева срібна (для монархів — золота), у центрі якої накладено круглий золотий медальйон з широким обідком червоної емалі, на якому написаний девіз. Центр медальйона виготовлений з чорної емалі для монархів і з срібної для інших кавалерів. На центр медальйону накладено орденський хрест без девізу.
Зірка командора із зіркою — чотирикутна срібна, з накладеним на центр знаком ордена.
Орденська стрічка кармино-червона, з чорними смужками по краях. Для членів правлячої династії та монархів стрічка Великого хреста — криваво-червона, з чорними смужками по краях.